# 高凉县 (西汉)
高凉县，中国古县名。
西汉置，治所在今广东省阳江市阳东区西北。以境内高凉山为名。两汉属合浦郡。三国吴属高凉郡。南朝宋废，南梁大通中又改安宁县置，移治今阳江市西，为高州及高凉郡治。唐朝武德五年（622年），改为西平县。